# Dassault Falcon 900
Dimensions
Le Falcon 900 est un avion d'affaires triréacteur de la gamme Mystère-Falcon de Dassault Aviation.

## Conception
Annoncé en 1983 durant le Salon du Bourget, ce nouvel avion dérivé du triréacteur Falcon 50 avait pour objectif de proposer sur le marché un avion intercontinental avec une cabine beaucoup plus vaste pour améliorer le confort ambiant (de 12 à 14 passagers contre 8 pour le Falcon 50). Le premier vol se déroula le 21 septembre 1984 depuis l'aéroport Bordeaux-Mérignac. L'avion obtint son certificat de navigabilité de la DGAC le 14 mars 1986 (21 mars 1986 pour sa certification de la FAA).

## Variantes
Falcon 900A (1er vol : 21 septembre 1984)

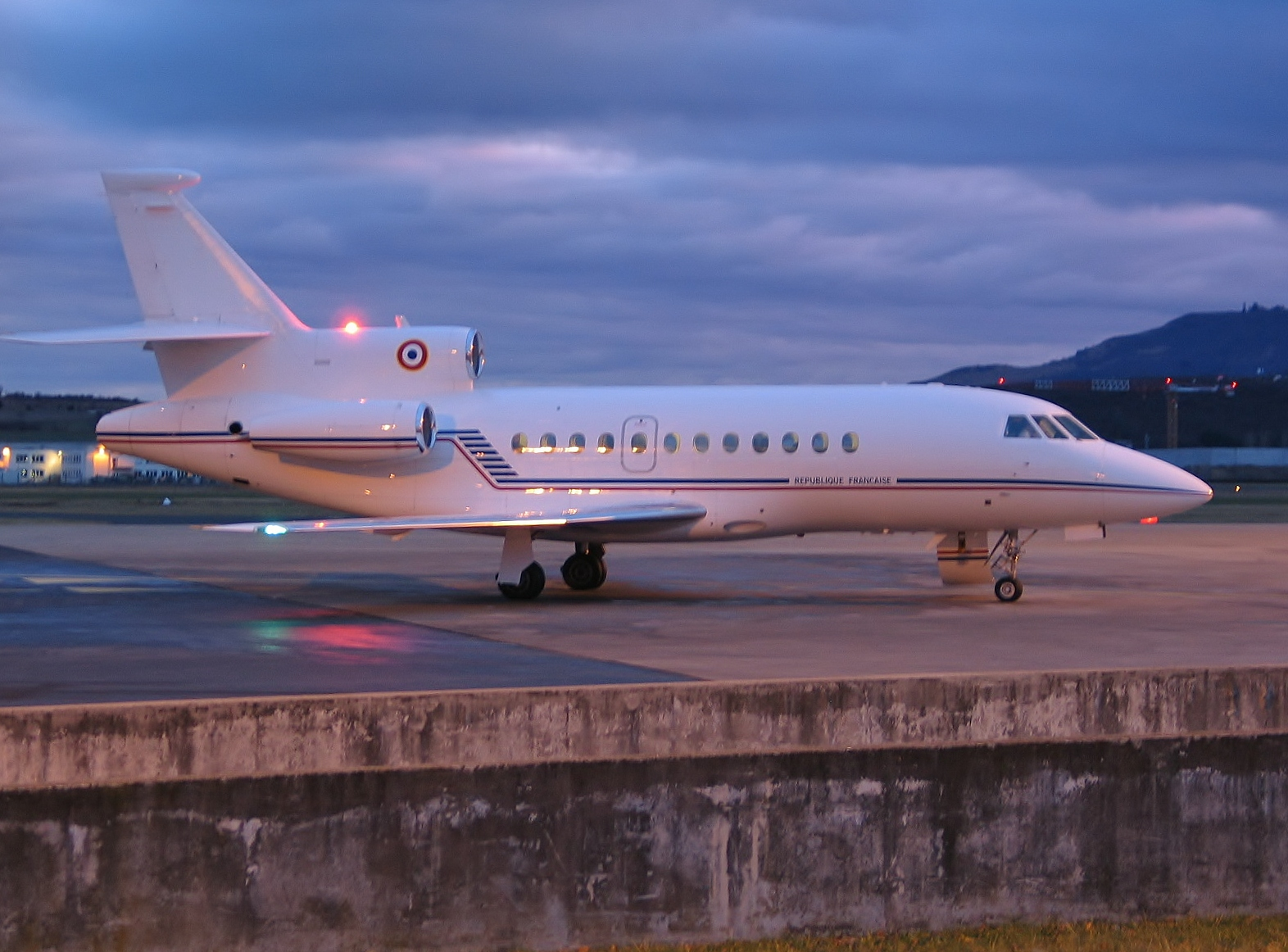
Falcon de l'armée de l'air française à l'aéroport de Clermont-Ferrand Auvergne

La première version est le 900 A équipée des moteurs TFE 731-5AR et permet de franchir plus de 7 000 km. Le Falcon 900 A était appelé « Falcon 900 » tant qu'il n'existait pas d'autres versions. Basée sur le Falcon 50, cette première version reprend la voilure développée en 1976. Cette voilure sera aussi utilisée pour le biréacteur de la gamme le Falcon 2000. 103 exemplaires ont été produits et vendus (plus deux prototypes).
Falcon 900B (1er vol : )
En 1991, Dassault Aviation proposa une nouvelle version, le Falcon 900 B. Cette nouvelle version était remotorisée par des moteurs Honeywell TFE 731-5BR (poussée de 19,8 kN) permettant d'allonger la distance franchissable de 100 milles nautiques. Des modifications du train d'atterrissage permettent l'utilisation de terrains sommaires et l'avionique est améliorée afin de permettre des atterrissages sur des aéroports certifiés Cat II. La conversion (rénovation) des Falcon 900A en version B est proposée à tous les clients. 74 exemplaires ont été produits et vendus
Falcon 900Ex (1er vol : 1er juin 1995)
Lancé en 1994, le Falcon 900EX a été développé sur la base du Falcon 900B. Il effectua son premier vol le 1er juin 1995. Les principales modifications concernaient :
- L'ajout d'un réservoir arrière supplémentaire et l'augmentation de la capacité du réservoir central (capacité portée à un maximum de 9 525 kg) permettant de passer la distance franchissable de 4 000 milles marins à 4 500 milles marins ;
- Une nouvelle avionique : La version précédente était basée sur le système développé par Sperry (SPZ 8000). Pour cette nouvelle version, la suite d'Honeywell Primus 2000 fut utilisée (cinq écrans 8 x 7 pouces, deux autopilotes, deux FMS, l'automanette) ;
- Une nouvelle motorisation intégrant un réacteur de dernière génération : Honeywell 731-60 (poussée 22,2 kN)

Les premières livraisons de Falcon 900EX se firent fin novembre 1996. 125 exemplaires ont été produits et vendus
Falcon 900C (1er vol : 17 décembre 1998)
Lancée en juin 1998, cette version remplace la version 900B pour faire profiter de toutes les améliorations système du Falcon 900EX aux clients ne voulant pas l'augmentation de la distance franchissable. Cette version permet de réduire le prix d'acquisition d'un Falcon 900. Le premier vol s'est déroulé le 17 décembre 1998. Il remplace définitivement le Falcon 900B en décembre 1999. 13 exemplaires ont été produits et vendus.
Falcon 900 MPA
Cette variante, très proche du Falcon 900Dx, dimensionnée pour les opérations de patrouille et d'intervention maritime, permet l'embarquement de deux missiles air-mer Exocet AM39, ainsi que deux torpilles légères.
Falcon 900Ex EASy
En 2003, Dassault Aviation étudie une nouvelle modification de l'avionique et développe un système complètement intégré EASy (Enhanced Avionics System) basé sur la suite Primus/Epic d'Honeywell. Il a la même capacité de carburant que la version Ex. Cette nouvelle suite avionique est constituée de deux calculateurs modulaires (cartes processeurs génériques), quatre écrans LCD de 13 pouces avec désignation par Trackballs. Ce système intègre la gestion de tous les systèmes embarqués (carburant, hydraulique, conditionnement, radio, etc.)
Falcon 900DX EASy (1er vol : 13 mai 2005)
Version remplaçante de la version 900C. Ce qui permet à l'avion de disposer d'un grand nombre d'améliorations dont le nouveau cockpit EASy sans avoir à supporter une augmentation significative du prix en gardant la capacité de carburant de la version 900C. Les moteurs sont les mêmes que sur le F900EX EASy
Falcon 900LX (1er vol : mai 2010)
Toute dernière version développée, elle est basée sur le Falcon 900Ex EASy et intègre entre autres comme modification des ailettes de bout-d'aile mais ses moteurs restent identiques, sa distance franchissable est passée à 4 800 milles nautiques contre 4 500 milles nautiques pour le 900Ex. La commercialisation a débuté en 2010.

## Dotation militaire
Allemagne
 Belgique
 Espagne
 France

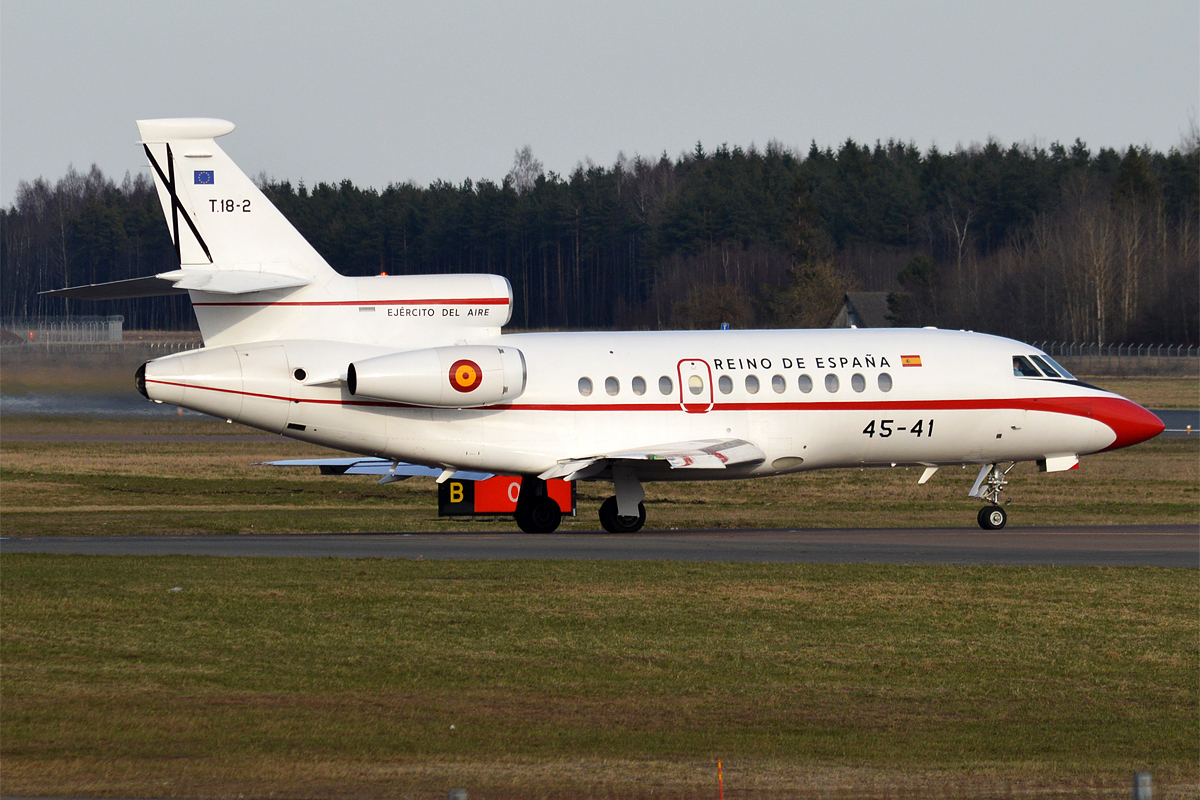
Dassault Falcon 900, Espagne

 ItalieL'Aeronautica Militare a exploité 5 Falcon 900 en 2015. Un 900EX (MM62210) et deux 900EX-Easy (MM62244 et M62245) en février 2023 au sein de la 31e escadre basée sur l'Aéroport international de Rome Ciampino.
 Japon
 Portugal
 Royaume-Uni Royal Air Force - transport officiel de la famille royaledeux Falcon 900LX commandés en février 2022 en remplacement des BAe 146 CC.2
 Russieservice présidentiel
 SuisseForces aériennes suisses - Service de transport de la Confédération : Un Falcon 900Ex EASy, acquis en 2013
 Syrie

### Anciens opérateurs
Algérie
 Malawi

## Spécifications (Falcon 900LX)
Données de dassault-aviation.com
Caractéristiques générales
- Équipage : 2
- Capacité : 14
- Longueur : 20,21 m
- Envergure : 21,38 m
- Hauteur : 7,55 m
- Surface alaire : 49 m2
- Masse à vide : 11 710 kg
- Charge utile : 2 290 kg
- Masse maximale au décollage : 22 225 kg
- Moteur : 3 turboréacteurs Honeywell TFE731-60, 22,24 kN chacun
- Longueur de la cabine: 10,11 m
- Hauteur de la cabine: 1,88 m
- Largeur de la cabine: 2,34 m
- Volume de la cabine: 35,8 m3

 Performances 
- Vitesse maximale : Mach 0,87
- Distance franchissable : 8 800 km (4 750 NM) (avec 6 passagers)
- Plafond : 15 500 m (51 000 ft)
- Distance de décollage: 1 635 m (au niveau de la mer, à la masse maximale)
- Distance d’atterrissage: 735 m (FAR Part 91, 6 passagers, au niveau de la mer)